# Brentwood (Kalifornien)
Brentwood ist eine Stadt im US-Bundesstaat Kalifornien. Die Stadt liegt im Contra Costa County im östlichen Teil der San Francisco Bay Area, dem Gebiet um die Bucht von San Francisco. Das U.S. Census Bureau hat bei der Volkszählung 2020 eine Einwohnerzahl von 64.292 ermittelt. Das Stadtgebiet hat eine Fläche von 30,2 km².

## Wirtschaft
Wichtige Wirtschaftszweige sind nach wie vor die Landwirtschaft, wobei diese jedoch durch die zunehmende Urbanisierung an Bedeutung verlor, der Einzelhandel sowie Freizeitangebot. Schwerindustrie ist in Brentwood hingegen kaum zu finden. Zu fortschreitende Urbanisierung führte im ersten Jahrzehnt des 21. Jahrhunderts zu einer stark wachsenden Stadtbevölkerung, vor allem durch Zuwanderung.

## Demografie
Die Stadt hat binnen zehn Jahren einen rasanten Bevölkerungszuwachs erlebt. Lebten im Jahr 2000 noch gut 23.000 Menschen in der Stadt, erbrachte die Volkszählung von 2010 eine Einwohnerzahl von 51.481. Als Grund für den Anstieg wird die sehr positive wirtschaftliche Entwicklung der Region zwischen 2000 und 2008 angesehen. 
Die Bevölkerung wird unverändert mehrheitlich von Weißen gestellt (2010 waren es 55 Prozent), doch stieg der Anteil der Latinos von zehn auf 26 Prozent im selben Zeitraum an. Afroamerikaner und Asiaten sind Minderheiten und haben einen Bevölkerungsanteil von rund sechs bzw. sieben Prozent. Die Zahl der Haushalte in Brentwood lag zum Zeitpunkt der Volkszählung 2010 bei 16.494. Auf 100 Frauen kamen im Durchschnitt 94,2 Männer, während das Medianalter bei 35,6 Jahren lag.